# Лумиар
Лумиар (порт. Lumiar)  —  район (фрегезия) в Португалии,  входит в округ Лиссабон. Является составной частью муниципалитета  Лиссабон. Находится в составе крупной городской агломерации Большой Лиссабон. По старому административному делению входил в провинцию Эштремадура. Входит в экономико-статистический  субрегион Большой Лиссабон, который входит в Лиссабонский регион. Население составляет 35 585 человек на 2001 год. Занимает площадь 6,28 км².
Покровителем района считается Иоанн Креститель (порт. João Baptista). 

## История
Район основан в 1266 году